# Парк имени Святослава Фёдорова
«Парк и́мени Святосла́ва Фёдорова» — парк площадью 13,9 га в Северном административном округе города Москвы на территории района Бескудниковский. Расположен между Дмитровским шоссе и Селигерской улицей.

## История

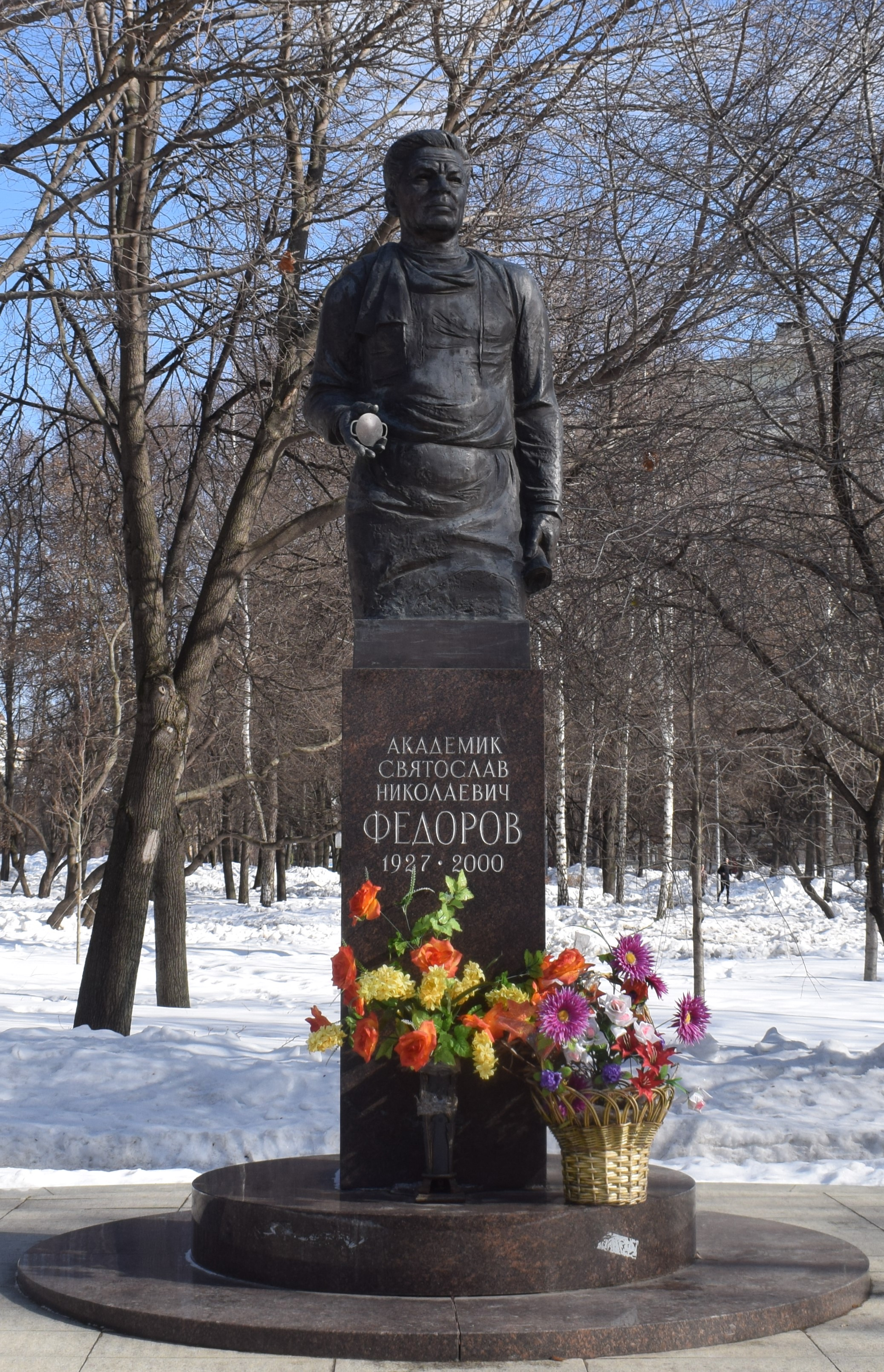
Бронзовый памятник Святославу Николаевичу Фёдорову (авторы — Анатолий Дёма, Юрий Григорьев).

Многие годы парк представлял собой зеленую зону вокруг кинотеатра «Ереван» с прогулочными дорожками и скамейками.
30 мая 2007 года парку было присвоено имя российского офтальмохирурга и академика Святослава Николаевича Фёдорова. 22 августа того же года в парке ему торжественно был открыт бронзовый памятник. В левой руке хирург держит свиток, а в правой — искусственный хрусталик, напоминающий о специализации врача.

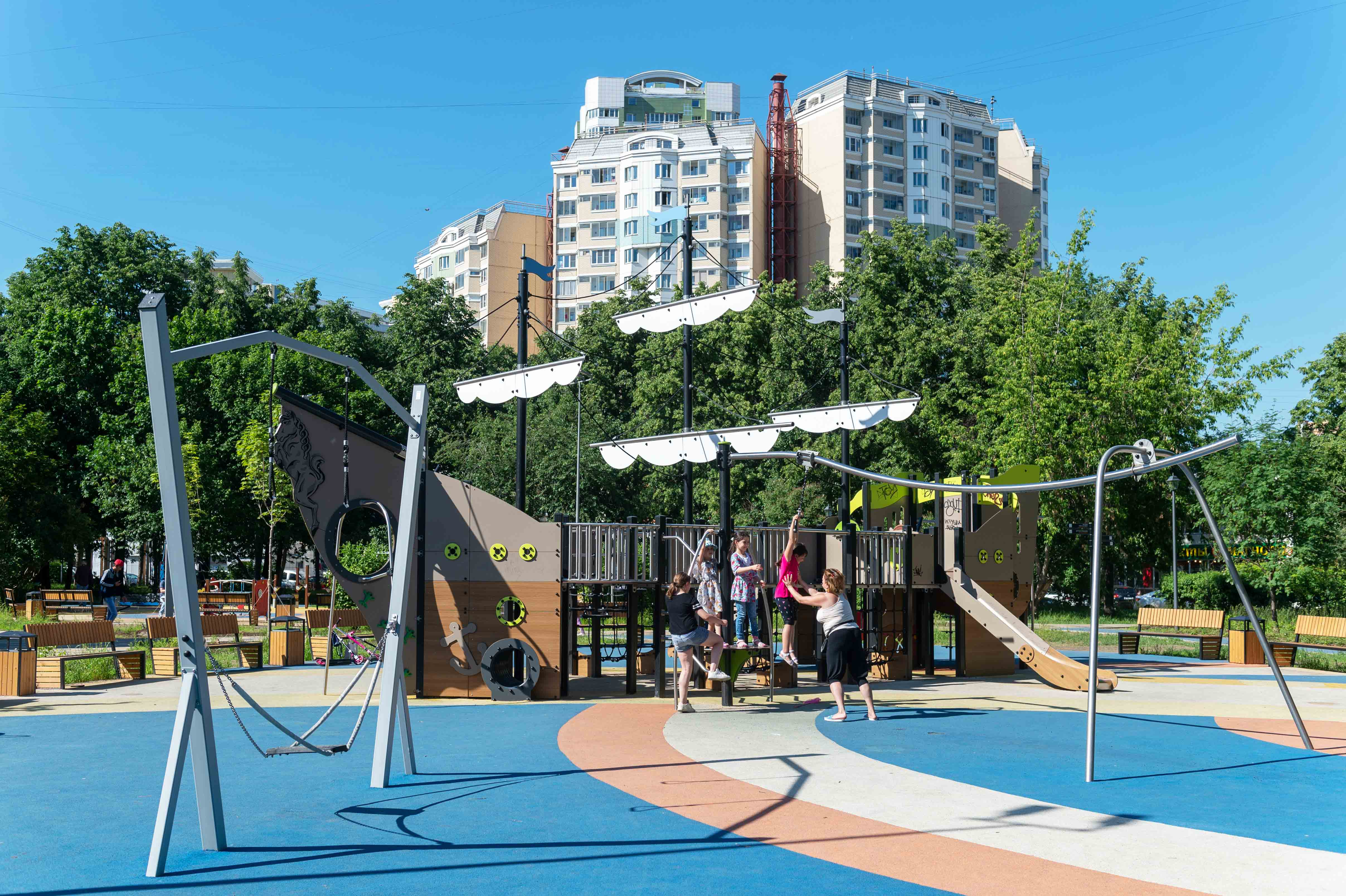
Детская площадка в парке

В период с мая по октябрь 2018 года в парке проводилось благоустройство в рамках программы «Мой район».  

## Инфраструктура
В центре зоны отдыха находится пешеходный фонтан с двумя режимами работы площадью 192 квадратных метра и танцпол со сценой. В зеленой части парка находятся три беседки, перголы, скейтпарк, детские площадки, площадка для выгула собак и спортивные зоны — хоккейная коробка с трибунами и раздевалкой, воркауты и тренажеры, баскетбольная площадка, а также дорожки для бега и скандинавской ходьбы протяженностью 1,9 километров. Пешеходные дорожки парка выложены цветной плиткой. На специально отведённой территории площадью 0,1 гектара высажен «Сад ароматов», состоящий из более 2300 лекарственных растений и поделённый на шесть зон отдыха со скамейками. Среди трав сада ароматов можно увидеть множество пряных трав: душицу, иссоп лекарственный, лаванда, мята перечная, тимьян, шалфей дубравный, шнитт-лук, базилик, укроп и фенхель. Рядом с садом расположена «аллея зонтов» — беседки с навесами от непогоды. 

## Транспорт
22 марта 2018 года открылась станция метро Селигерская, один из выходов которой находится в парке.

### Автобусы
Мимо парка проходят маршруты автобусов 63, 206, 563, 591, 763, т36, т78.